# Marcus-Brunnen (Liebfrauenkirchhof)

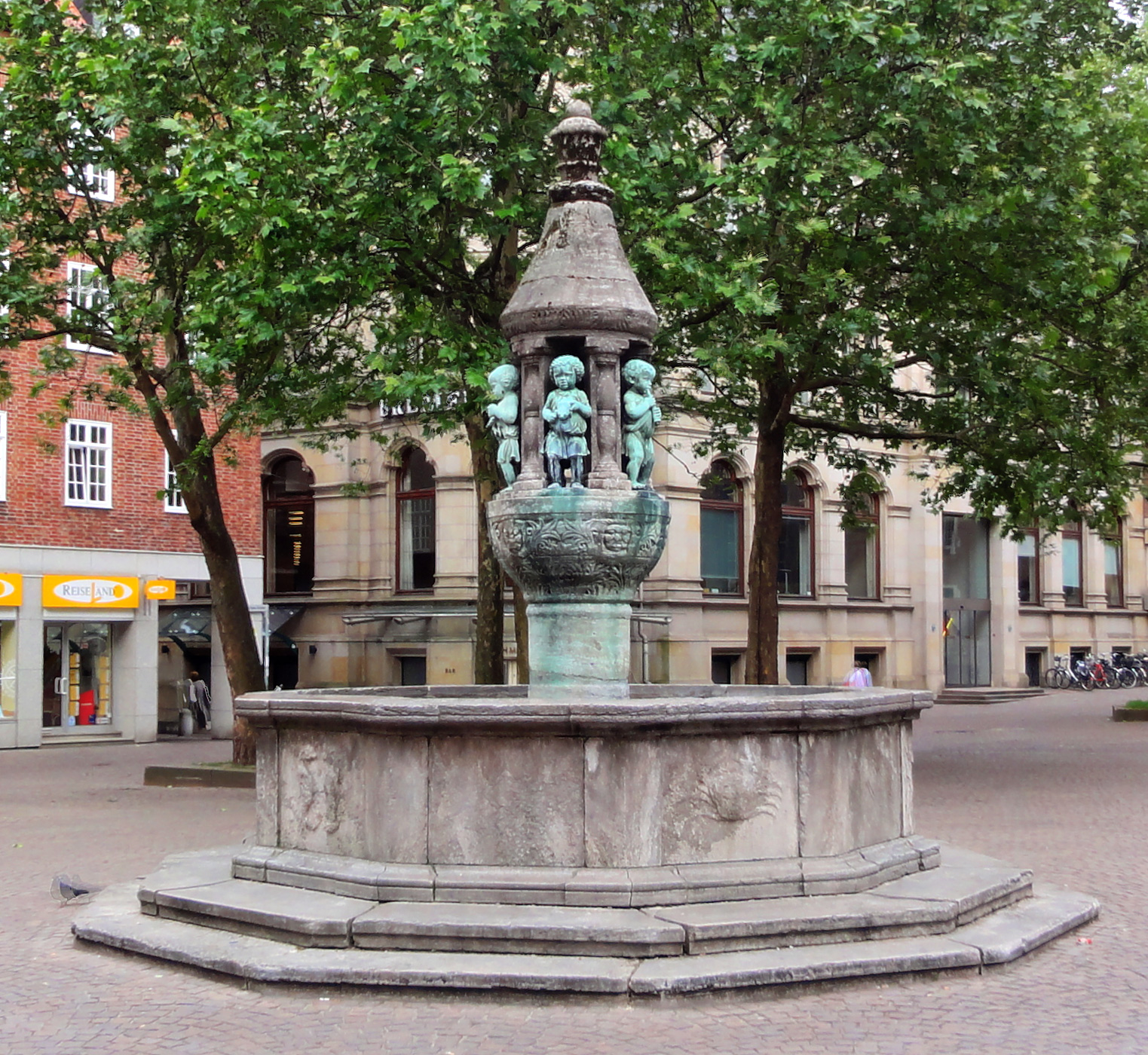
Marcus-Brunnen (Liebfrauenkirchhof)

Der Marcus-Brunnen in Bremen-Mitte steht auf dem  Liebfrauenkirchhof. Er wurde 1909 eingeweiht und steht seit 1973 unter Denkmalschutz.
Victor Marcus (1849–1911) war ab 1887 Senator sowie 1907 und 1909 Bremer Bürgermeister. Er stiftete 1883 den ersten Marcus-Brunnen im Bürgerpark und 1908 den zweiten Marcus-Brunnen auf dem Liebfrauenkirchhof.
Der Brunnen auf dem Liebfrauenkirchhof wurde 1909 nach Entwurf des Berliner Architekten Heinrich Jennen mit plastischem Schmuck des Münchner Bildhauers Hermann Hahn ausgeführt. Der zehneckige Sockel und die Brunnenschale bestehen aus Stein. Der Brunnenstock aus blauem Muschelkalk ist reich verziert und mit fünf Putten aus Bronze in den Nischen versehen, mit Spielzeug oder Tieren, aus denen Wasser rieselt. Die Inschrift am Becken lautet: „Gestiftet von Victor Marcus Dr. iur. Bürgermeister MCMVIIII“, die am Brunnenstock: „Gieb mir lebendig Wasser daß ich nicht ewig dürste (Joh. Ev. 4,15)“. Der Brunnen sollte die Aufmerksamkeit der aus der Sögestraße kommenden Fußgänger auf das ebenfalls 1909 eingeweihte, von denselben Künstlern stammende Moltkedenkmal an der benachbarten Liebfrauenkirche lenken.
Auf dem Platz war längere Zeit ein Taxistand, und die Taxifahrer pflegten den Brunnen; deshalb wurde er früher auch „Taxibrunnen“ genannt.